# Claudévard
Jean-Claude Evard, dit Claudévard, né le 16 octobre 1930 à Bienne et mort le 7 avril 2004 au Cerneux-Péquignot, est un peintre et cartonnier suisse romand. 
Au cours de sa carrière, Claudévard développe un langage pictural abstrait caractérisé par des compositions dynamiques et colorées. Il réalise également plusieurs cartons destinés à la réalisation de tapisseries monumentales créées conjointement avec son épouse Jeanne-Odette.

## Biographie
Claudévard voit le jour le 16 octobre 1930 à Bienne. Malgré son désir de suivre une filière artistique, il fait un apprentissage d'employé de commerce dans une étude de notaire. Parallèlement, il suit des cours de peinture au Mouvement culturel romand, où il reçoit les conseils de Maurice Robert. En 1949, alors intéressé par le graphisme publicitaire, il s'inscrit au Technicum cantonal de Bienne dans la section arts appliqués. Son intérêt pour la peinture se développe quelques années plus tard lorsqu'il visite l'exposition abstraite sur Paul Klee organisée par le Kunstmuseum de Bâle. Il découvre également le travail de Robert Delaunay et Jacques Villon à la Kunsthalle de Berne. Le vocabulaire pictural coloré de ces deux artistes marquera durablement le jeune artiste.
En 1953, Claudévard entreprend un voyage en Italie. Il y découvre le travail des fresquistes italiens qui lui inspireront un goût pour le monumental notamment dans ses projets de tapisseries.
Claudévard épouse en 1954 l'artiste textile Jeanne-Odette et le couple d'artistes s'installe au Cerneux-Péquignot dans une ancienne maison villageoise qui deviendra à la fois leur lieu de vie et leur atelier. Ils ont eu 3 enfants, Véronique née en 1957, Garance née en 1960 et Guy né en 1964. Le couple forme alors un duo d'artistes particulièrement florissant. Ensemble ils réalisent une vingtaine de tapisseries monumentales qui seront exposées dans plusieurs lieux publics du canton tels que l'Université de Neuchâtel, le Temple du bas, la Haute École d'Ingénierie du Locle.
Au-delà du travail collectif Claudévard mène une carrière pluridisciplinaire développant une œuvre à la fois picturale, graphique mais aussi sculpturale et textile (conception de cartons).  
Le travail de peinture de Claudévard explore la fragmentation colorée de l'espace pictural. Son œuvre cherche à exprimer l'équilibre des formes et des couleurs au sein de compositions dynamiques. Débutant par la représentation de paysages figuratifs, le travail de Claudévard évolue vers une forme d'abstraction aux larges aplats colorés. Ses expérimentations picturales peuvent s'apparenter à l'art informel. Plusieurs de ces tableaux peuvent être aperçus sur le site de la Kunstsammlung de Bienne.   
En 1967, il fonde, avec une dizaine d'artistes romands dont Denise Voïta, Arthur Jobin et Françoise Ragno, le Groupement des cartonniers-lissiers romands (GCLR) qui participe à diffuser l'art de la tapisserie suisse romand dans l'ensemble de l'Europe.  
Tout au long de sa carrière, il participe à la construction de décors de théâtre et à la création de costume (masques) pour le Théâtre populaire romand à La Chaux-de-Fonds. Il crée notamment des scénographies pour les pièces suivantes : Le procès de la truie d'Henri Debluë (1961), Fuenteovejuna de Lope de Vega (1966), ou la création collective Jeunesse (1964). 
Claudévard réalise également plusieurs œuvres monumentales dans l'espace public dont la façade en béton gravé du Musée des beaux-arts du Locle, la fresque de 150 m2 en bas relief du Collège de Numa-Droz à La Chaux-de-Fonds ou celle en béton piqué du bâtiment communal du Cerneux-Péquignot.  
Il meurt le 7 avril 2004 au Cerneux-Péquignot.

## Exposition
- 1954-1982 : Participations à dix biennales du Musée des Beaux-Arts de La Chaux-de-Fonds
- 1977 : Tapisserie suisses, artistes d'aujourd'hui, exposition internationale organisée par le groupe de cartonniers-lissiers romands (GCLR). Itinéraire : Allemagne, Autriche, Belgique, Espagne, France, Hongrie, Grande Bretagne, Italie, Pays-Bas, Pologne, Roumanie, Suisse, Tchécoslovaquie, Yougoslavie
- 1987 : Exposition d'une installation monumentale lors de l'exposition de l'Abbatiale de Bellelay[5]
- 2004 : Claudévard et Jeanne-Odette, Galerie du Soleil, Saignelégier
- 2006 : Claudévard et Jeanne-Odette, Musée des beaux-arts du Locle
- 2014 : Claudévard et Jeanne-Odette, Galerie d'art du Grand-Cachot-de-Vent, La Chaux-du-Milieu

### Filmographie
- Alain Tanner, La vie comme ça, 59 min, 1970.